# بهزاد سلامی
بهزاد سلامی (زاده ۳ فروردین ۱۳۸۱ در تبریز) بازیکن فوتبال اهل ایران است که در پست هافبک برای باشگاه فوتبال تراکتور در لیگ برتر خلیج فارس بازی می‌کند.
او فوتبال خود را در ملی پوشان تبریز شروع کرد و در سال ۱۳۹۷ به تراکتور پیوست.

## افتخارات

#### تراکتور
- لیگ برتر خلیج فارس (۱): ۰۴–۱۴۰۳